# Den farliga maktmänniskan
Den farliga maktmänniskan är en bok av Edin Løvås från 1989.
Det är en bok som är skriven utifrån Løvås erfarenheter som själasörjare och som enligt författaren kändes nödvändig att skriva utifrån de erfarenheter han har haft vid samtal med offren till olika maktmänniskor.[källa behövs] Maktmänniskorna söker sig enligt Løvås gärna till välkomnande, förlåtande, kanske svaga, grupper som exempelvis kristna församlingar, och kan där ställa till med både personliga tragedier och ekonomiska vidlyftigheter.